# کودیل
کودیل از نواحی (Suburb) زیرمجموعه شهر بلمونت در پرت در ایالت استرالیای غربی است. نام این منطقه از خیابان کو که یکی از نخستین مسیرهای این منطقه است گرفته شده است.